# Pogrom de Jerusalem de 1920
Els Aixecaments de Jerusalem de 1920 (també anomenats Aixecaments de Nebi Musa o Pogrom de Jerusalem) es van produir entre el diumenge 4 i el dimecres 7 abril de 1920 a la ciutat vella de Jerusalem.
En el moment de la celebració de la Festa Religiosa de Nebi Musa, la multitud àrab, empesa a la violència per diversos líders nacionalistes, va atacar la població jueva de la Vella Ciutat. Les autoritats militars britàniques van reaccionar amb una certa passivitat. Els aixecaments van fer una desena de morts i prop de 250 ferits.
Aquests aixecaments constitueixen la primera gran manifestació de violència entre les comunitats àrab i jueva de Palestina en el context del conflicte nacionalista que els oposa. Va empènyer els jueus a desenvolupar la seva pròpia organització de defensa: la Haganà.
Existeix una controvèrsia quant al possible rol que diversos alts militars britànics haurien jugat en l'organització d'aquests aixecaments, l'objectiu dels quals era de sostenir el rei saudita Faisal I en vigílies de la Conferència de San Remo que havia de començar el 19 d'abril i on s'hauria de discutir la sort de la regió.

## Context

### Conflicte nacionalista

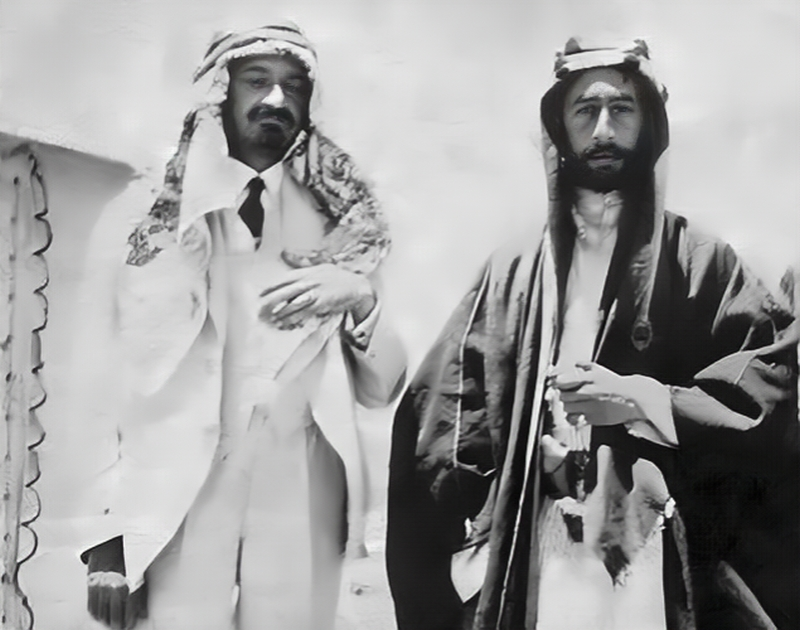
Chaim Weizmann i Faisal I en el moment d'una trobada el 1918.

Des de la fi del segle xix, el moviment sionista milita a favor de la fundació d'una «Llar nacional jueva», preferentment a Palestina que és la regió on vivia el poble jueu fa 2.000 anys. La Declaració Balfour de 1917 anuncia el suport britànic al projecte mentre que el general Edmund Allenby conquereix Palestina. Amb l'acord del govern britànic, una delegació oficial, la Comissió sionista, s'instal·la a Palestina i hi comença a treballar per a l'establiment d'una administració sionista al país, funcionant en paral·lel amb l'administració militar britànica.
Els àrabs s'oposen al moviment sionista i desenvolupen les seves pròpies ambicions nacionalistes. Abans de 1920, són principalment pan-àrabs i prediquen la unió de Palestina a la nació àrab sota l'ègida del rei Faisal I que va conduir la Revolta àrab que va conquerir Síria. L'octubre de 1915, l'Alt Comissari Mac-Mahon li va prometre la independència a canvi del seu suport en la guerra contra els otomans. A Palestina, hi havia així una quarantena d'associacions àrabs nacionalistes que reclamaven la independència, s'oposen a l'establiment d'una llar nacional jueva i exigeixien l'aturada de la immigració i la prohibició de tota compra de terres.
Els britànics intentaren conciliar els punts de vista i organitzaren diverses trobades entre Chaim Weizmann, el responsable de la delegació sionista i el rei Faysal. El 3 de gener de 1919, signaren un acord pel qual Faysal consent a l'establiment d'una llar nacional jueva a Palestina amb la condició que ell rebi dels britànics «un regne àrab vast i independent».
Tanmateix, aquests acords no tindran continuïtat i el nacionalisme àrab pren amplitud. En el context de la visita de la comissió King-Crane que té la missió de recollir l'opinió de les poblacions locals sobre el mode de govern que desitgen, els líders nacionalistes Aref al-Aref i Amin al-Husayni recorren les ciutats i pobles palestins per tal d'organitzar-hi manifestacions pro-Hussein. El 6 de juny de 1919, davant la Comissió, el Congrés àrab sirià reclama «una independència total i absoluta» sobre la Gran Síria, un territori que englobaria Síria, el Líban i Palestina (Transjordània inclosa). Rebutgen igualment les pretensions sionistes relatives a l'establiment d'una Commonwealth jueva. Els francesos i els britànics, que des de 1916 havien conclòs l'Acord Secret Sykes-Picot, que atribuïa el control de Síria i del Líban a França, rebutgen les resolucions del Congrés.
A finals de l'any 1919, l'exèrcit britànic es retira de Damasc i deixa les tropes de Faysal soles enfront de les tropes franceses.

### Administració britànica
Després de la derrota otomana, l'administració del territori és assegurada per l'exèrcit britànic. En el seu si, els sentiments respecte al sionisme, els jueus i de la Comissió són particularment ambigus. Els oficials superiors s'oposen generalment al projecte en el qual veuen una font de disturbis i una injustícia respecte als àrabs, però parlen de bones relacions amb la Comissió sionista, com ara el general Edmund Allenby. D'altres oficials, més aviat favorables al projecte sionista però que han d'administrar la comissió durant el dia a dia, hi mantenen relacions més conflictives, com ara el governador de Jerusalem Ronald Storrs o el general Louis Bols. Diversos oficials són obertament antisemites i s'oposen igualment al sionisme. El cas del coronel Richard Meinertzhagen, un protagonista important en la repercussió que prendran els esdeveniments, és particular: Tom Segev el descriu com un antisemita, admirador del projecte sionista.

### Augment de la violència

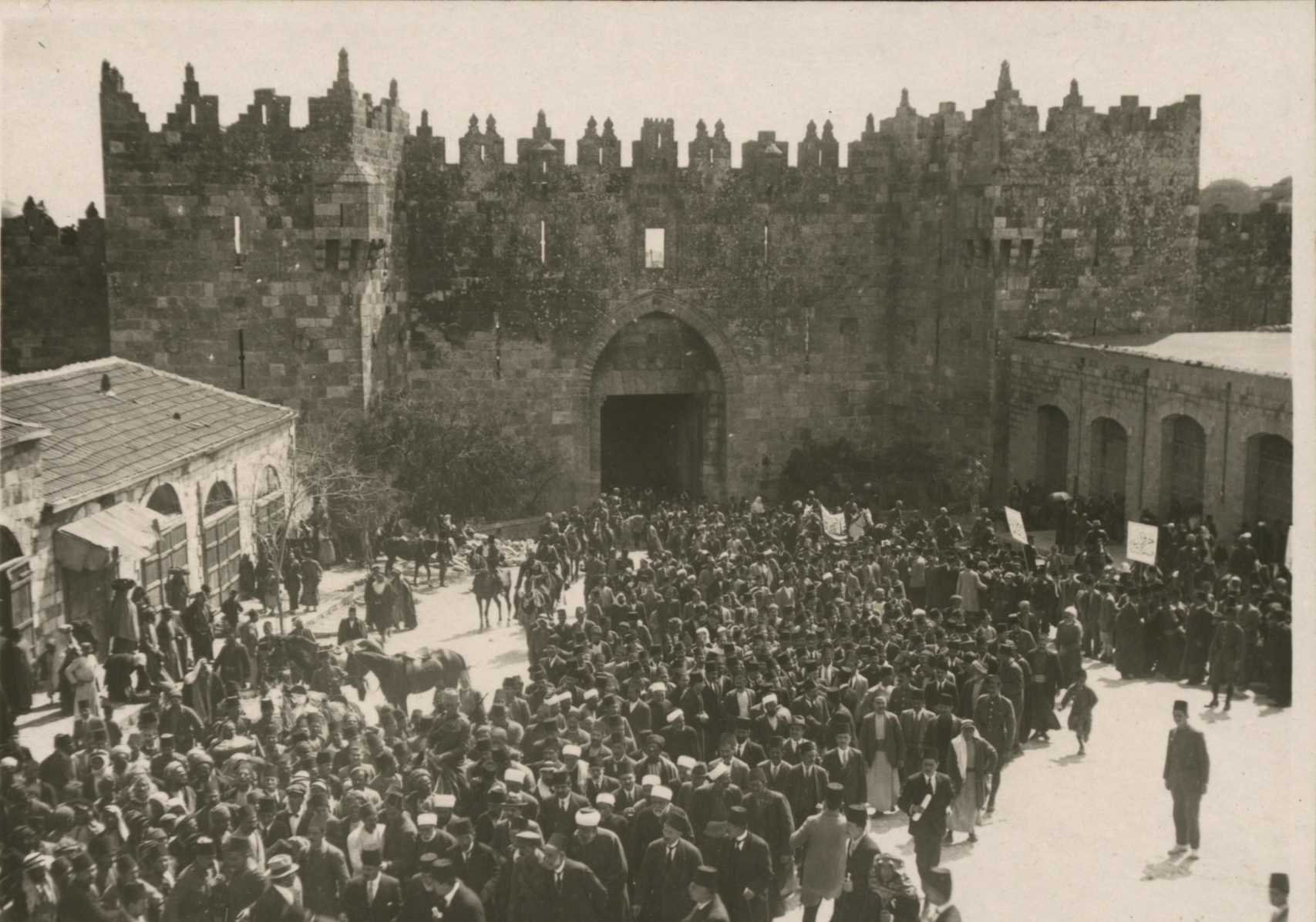
Manifestació antisionista a la porta De Damasc a Jerusalem el 8 de març 1920.

El 1919, l'organització de la lluita contra el sionisme és discutida durant diverses conferències. Durant l'hivern de 1920, els líders àrabs organitzen manifestacions que autoritzen les autoritats britàniques. Criden a la independència de la Gran Síria, reuneixen diversos milers de manifestants i es desenvolupen generalment en calma.
En el context de la lluita entre Faysal i els francesos, es produeixen les primeres batusses al nord de Galilea. Aquesta regió constitueix una terra de ningú on rebels fidels a Faysal la prenen principalment amb els interessos francesos i on s'han implantat quatre colònies jueves. La inseguretat hi creix. El 12 de desembre de 1919, un colon jueu és mort a Tel Hai i un altre al començament de mes de febrer. Diversos pobles àrabs són igualment atacats.
L'1 de març, es llança un atac d'envergadura contra l'assentament de Tel Hai. Són morts diverses desenes d'àrabs, i també sis defensors jueus, entre els quals el cèlebre Joseph Trumpeldor. En resposta als incidents, les quatre colònies són evacuades. Els combats al nord alimenten les rumors. A la Jerusalem àrab, es parla per exemple de 1.600 jueus que hi haurien trobat la mort.
Alguns dies més tard, malgrat el sentiment antisionista que creix en la població àrab, el general britànic Bols, decebut de les relacions entre l'administració britànica i la Comissió sionista declara en un diari àrab que «sota la pressió sionista» el govern britànic implementarà la Declaració Balfour de 1917 mentre que el 7 de març, Faysal es fa coronar rei de la Gran Síria, que inclou teòricament Palestina. Chaim Weizmann veu en aquests esdeveniments un complot orquestrat per militars britànics contra els sionistes.
El 7 i 8 de març, tenen lloc diverses manifestacions a totes les ciutats de Palestina, les botigues són tancades i diversos jueus són atacats. Es poden llegir eslògans tals com «Mort als jueus» o «Palestina és la nostra terra i els jueus són els nostres gossos!».
El 12 de març, Vladimir Jabotinsky indica a Chaim Weizmann que pensa que «[un] pogrom pot produir-se d'un dia per l'altre»
.

### Grup de Vladimir Jabotinsky
A partir de la tardor 1919 i en resposta a la dissolució de la Legió jueva, Vladimir Jabotinsky comença a organitzar una milícia d'autodefensa al voltant del Club d'esports Maccabi de Jerusalem. La milícia reuneix entre 200 i 500 membres que s'entrenen en el combat sense armes. Les tropes s'entrenen i gallegen obertament, sobretot per desafiament, amb el propòsit de provocar una reacció de les autoritats britàniques. La Comissió sionista, que té les autoritats britàniques informades de l'empresa, fa la demanda que aquesta milícia sigui armada però els britànics rebutgen la petició. Tanmateix, l'organització disposa de cinquanta fusells, pistoles i granades, que provenen sobretot d'antics soldats del batalló americà de la Legió jueva.
Neil Caplan presenta aquesta organització de manera lleugerament diferent. La denomina l'«exèrcit de Jabotinsky» i insisteix en una voluntat d'advertiment respecte als àrabs (més que una provocació en contra dels britànics) sobretot el 27 març en resposta a exercicis realitzats sobre el Turó de les Oliveres que són seguits d'una marxa en formació als carrers de Jerusalem. Ilan Pappé li atribueix, d'altra banda, una part de la responsabilitat dels esdeveniments en aquesta marxa en la qual veu una provocació en contra dels àrabs. Benny Morris sembla negar la realitat.

### Celebració de Nebi Musa
Els dies que precedien la processó de Nebi Musa, la Comissió sionista s'inquieta moltes vegades amb les autoritats britàniques per la tensió que regna a Jerusalem. Els generals Bols i Allenby prometen tanmateix que les seves forces estan llestes per a tota eventualitat mentre que el governador de Jerusalem, Ronald Storrs, afirma que es posaran en marxa tots els mecanismes perquè la celebració no degeneri en aixecaments.
La celebració de «Nebi Musa» (el profeta Moisès en àrab) es desenvolupa cada any a Jerusalem en l'època de la Pasqua cristiana i té, segons Tom Segev, un objectiu més polític que religiós: segons la tradició, la processó hauria estat fixada per Saladí a la data de Pasqua basant-se en l'afluència de cristians en aquest període, i tindria així per objectiu no deixar la impressió que l'Islam deixa «els cristians envair la ciutat». En aquesta ocasió, nombroses tribus i caravanes de musulmans de tot el país i dels països veïns, arborant els seus colors i armes, que totalitzen diverses desenes de milers de persones, arriben a Jerusalem des de la presumpta tomba presumida de Moisès sobre la carretera de Jericó.
En el moment d'aquestes celebracions, les autoritats otomanes tenien per costum de posicionar un canó a la porta dels Lleons i d'escortar la processó amb contingents importants, que totalitzaven diversos milers de soldats i de policies. Ronald Samuel hi emplaça 188 homes, la majoria indis, dels quals «només» 8 oficials.
Les celebracions de l'any precedent s'havien desenvolupat tanmateix en calma per bé que les violències antisionistes tan sols havien estat evitades amb mesures militars «draconianes».

## Esdeveniments

### Aixecaments

#### Diumenge 4 abril

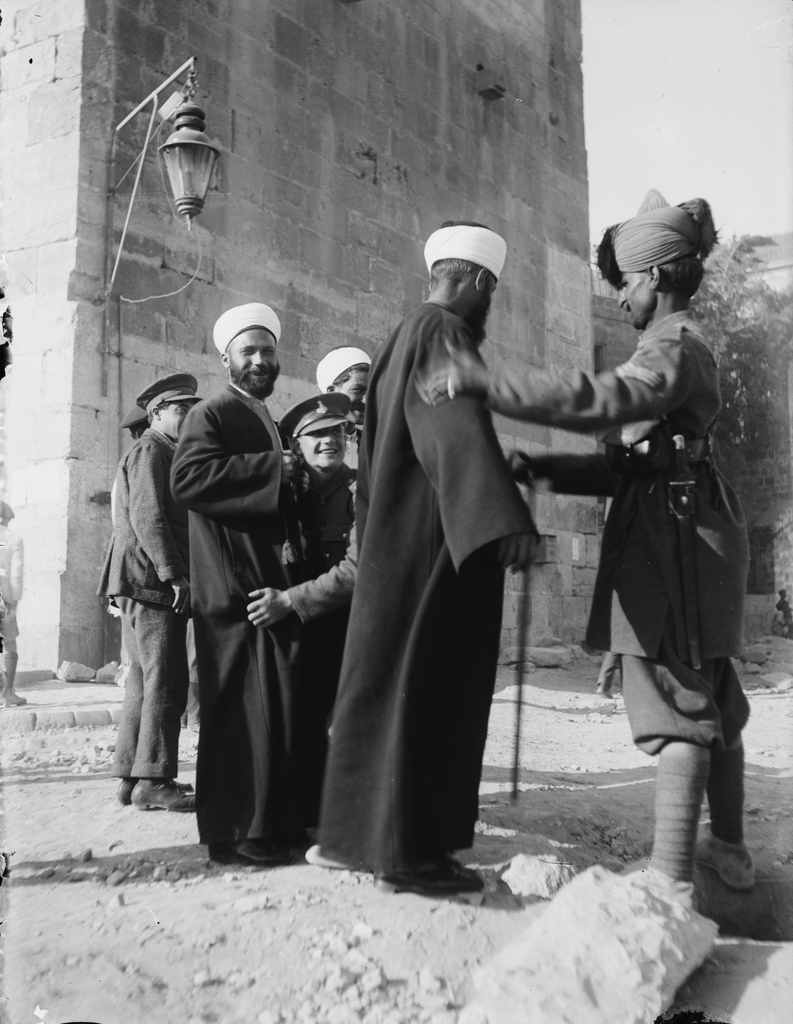
Control de civils àrabs (aquí, religiosos) en el moment dels avalots

Les festivitats comencen el 2 d'abril en calma.
El diumenge 4 abril al matí, aproximadament 70.000 persones s'havien reunit sobre la plaça de la ciutat. Porten banderes i banderes. A causa del caos i el soroll, els oficials reunits al balcó del Club àrab de Jerusalem no podien llegir el seu discurs. Però des de l'ajuntament, l'alcalde de Jerusalem, Mussa Qassem al-Husseini arengà la multitud a donar la seva sang per Palestina. Aref al-aref, l'editor del Diari Suriya al-Janubia (La Síria del sud), assegut sobre el seu cavall declara: «Si no utilitzem la força contra els sionistes i contra els jueus, no farem res!». Retrats de Faysal són blandats. La multitud respon cridant «Independència! Independència!». Amin al-Husayni, en aquell temps simple activista nacionalista i germà del muftí de Jerusalem, incita igualment la multitud a la violència.
Durant aquest temps, tenen lloc les primeres topades a l'oest dels murs de la Vella Ciutat, sobre la carretera de Jaffa. La multitud fa llavors camí cap al barri jueu. Cap a les 9:30 hores, diverses bandes recorren els carrers del barri i ataquen les botigues i els vianants. Segons el testimoni referit per Khalil al-Sakakini en una autobiografia sovint referenciada pels historiadors:
| « | Va esclatar un aixecament, la gent es va posar a córrer en tots els sentits i a llançar pedres als jueus. Les botigues tancaven i se sentien crits. […] vaig veure un soldat sionista [és a dir un soldat jueu britànic] cobert de pols i maculat de sang. […] Després allò, vaig veure un habitant d'Hebron apropar-se a un petit encerador de sabates jueu, qui s'havia refugiat darrere una bossa en un racó dels murs no lluny de la porta de Jaffa; va prendre la seva capsa i el va colpir al capdamunt. Aquest va udolar i es va posar a córrer, amb el cap ple de sang, després l'agressor el va deixar i va recuperar la processó. […] L'aixecament va atènyer el seu paroxisme. Tots cridaven "la religió de Mahoma va néixer amb el sabre". […] em vaig rendir de seguida al jardí municipal. […] la bogeria de la humanitat em dona nàusees i em fereix l'anima | » |

Els policies àrabs responsables de la Vella Ciutat no hi intervenen, fins i tot participen en els aixecaments amb la multitud. Tanmateix, certs jueus troben refugi a casa dels seus veïns àrabs.
El governador Storrs és a la seva oficina quan s'assabenta dels esdeveniments que es desenvolupen prop de la porta de Jaffa. Es precipita al quarter general britànic on el general Bols està organitzant una reunió d'urgència. En aquest moment, Chaim Weizmann arriba als despatxos, «extremadament nerviós i en còlera» i demana que l'ordre sigui restablert. Però els britànics no poden fer gran cosa a la vista de les seves forces.
Cap a migdia, Jabotinsky es troba Storrs al carrer (els dos homes es coneixen personalment i Storrs aprecia Jabotinsky). Jabotinsky demana a Storrs permís per desplegar el seu grup d'autodefensa. Aquest últim ho refusa i li ordena en canvi remetre-li les armes que porta i dir on amaga les del seu grup i lliurar-les-hi tot seguit sota pena de ser empresonat. Més tard a la tarda, discuteixen, no obstant això, la possibilitat d'establir una unitat de vigilància jueva i es decideix que 200 voluntaris seran enrolats com a adjunts, però quan aquests estan sent equipats, un ordre anul·la l'operació i els fa retornar a casa seva.
Diversos grups patrullen, malgrat tot, més enllà dels murs a Jerusalem Oest. Alguns, proveïts de bastons i de barres de ferro intenten igualment penetrar a la Vella Ciutat, però els soldats britànics els ho impedeixen.
Durant la nit, diverses dotzenes d'avalotadors són arrestats però són alliberats l'endemà al matí per assistir a l'oració.

#### Dilluns 5 abril

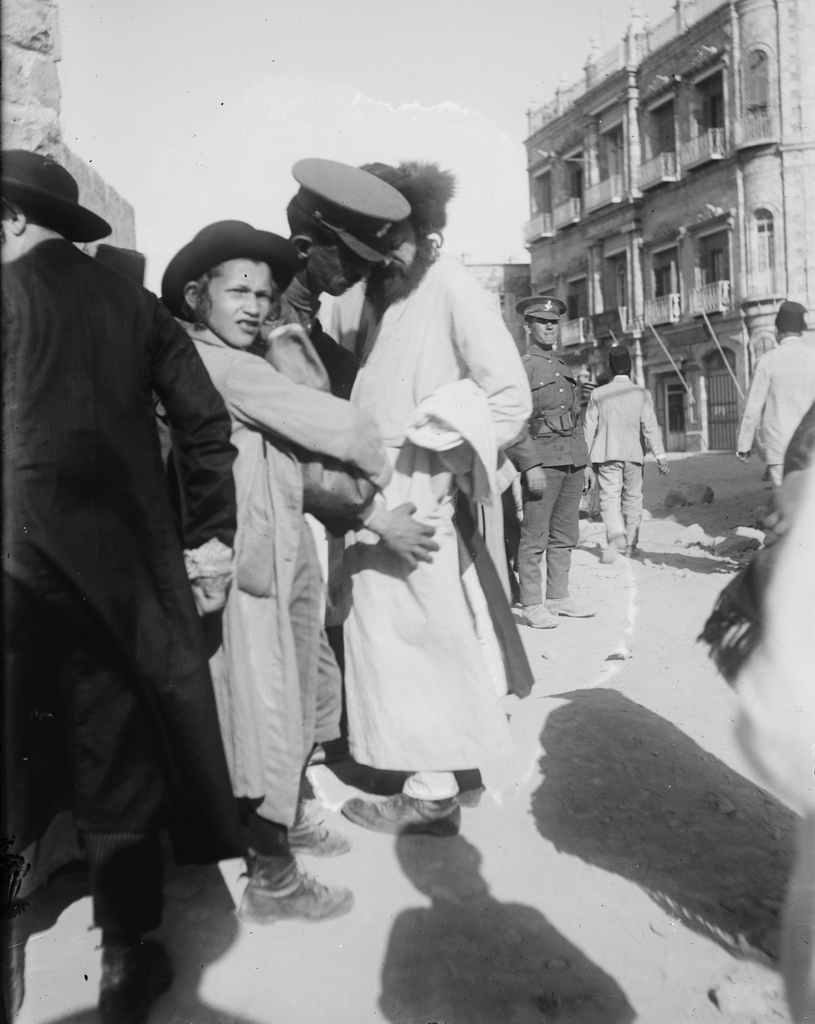
Control de civils jueus (aquí, un rabí), en el moment dels avalots.

Els aixecaments es reprenen l'endemà. Els grups de defensa jueva que volen anar a la Vella Ciutat són de nou rebutjats. Els avalotadors continuen els seus atacs contra els jueus i saquegen els seus habitatges. L'historiador Tom Segev cita l'exemple d'avalotadors que entren a una Ieixivà en la qual esquincen els rotlles de la Torà i de dos vianants que són apunyalats.
La ciutat vella és bloquejada i no és possible ni d'entrar-hi ni de sortir-ne. Finalment, a l'acabament de tarda, es proclama la llei marcial i Storrs envia el contingent indi per dispersar els avalotadors. Però durant la nit «de manera inexplicable» decideix retirar-lo.

#### Dimarts 6 abril
Els aixecaments prossegueixen l'endemà però en una menor mesura. Tanmateix, els avalotadors forcen una casa que era assetjada des de fa diversos dies i hi vencen els ocupants, fereixen greument el pare de família i violen les seves dues noies.
Dos homes de Jabotinsky, armats, aconsegueixen penetrar a la zona disfressats d'infermers. Organitzen la defensa suggerint sobretot als habitants que llancin aigua bullent sobre els avalotadors que els ataquin i contribueixen a l'evacuació de 300 jueus.
Fora de la ciutat vella, membres de l'organització de Jabotinsky intercanvien trets amb gitanos que acampen entre els barris jueus de Mea Shearim i de Sheikh Jarrah.
S'envien soldats britànics per buscar les armes dels jueus. No troben res a la casa de Chaim Weizmann, però a la de Vladimir Jabotinsky descobreixen 3 fusells, 2 revòlvers i 250 cartutxos. 19 jueus són igualment arrestats però no Jabotinsky. Tanmateix, aquest insisteix per ser-ho igualment, la qual cosa li és nefusada. En les hores que segueixen, és arrestat, alliberat, i després de nou arrestat.
L'ordre és restablert el 7 d'abril.

## Balanç
Els aixecaments fan 5 morts i 216 (o 211) ferits, dels quals 18 greus, entre els jueus; i 4 morts i 23 ferits, dels quals 1 greu, entre els àrabs. Dues dones jueves van ser violades. Set soldats britànics van ser ferits. Nombrosos béns materials són igualment destruïts, entre els quals diverses sinagogues. Henry Laurens subratlla que «la majoria de les víctimes jueves són religiosos antisionistes, màrtirs d'una causa que rebutjaven».
Benny Morris refereix igualment la mort d'un «pilot de l'exèrcit britànic que es trobava allà per casualitat […] [i que és] mort a cops de martell» però aquesta defunció no sembla inclosa en els recomptes presentats pels historiadors. Subratlla igualment que cap jueu no va trobar la mort als barris de Jerusalem-oest on hi havia «el grup de Jabotinsky» va efectuar les seves patrulles.

### Primeres reaccions
El 6 d'abril, els líders àrabs remeten un memoràndum al general Bols on li atribueixen la responsabilitat dels esdeveniments on joves jueus sionistes «haurien maleït i blasfemat» als caps religiosos musulmans i «massacrat» musulmans i cristians, les dones d'aquests i els nens. Per tal d'apaivagar-los, les autoritats militars britàniques aturen la immigració jueva i irrompen a les cases i despatxos jueus, entre els quals els de Chaim Weizmann i de Vladimir Jabotinsky. La premsa estrangera refereix els esdeveniments però els militars censuren igualment les informacions procedents de Palestina i no és fins al 13 d'abril (o el 14) que s'aixeca la censura que es publica una primera versió jueva dels esdeveniments als Estats Units i a la Gran Bretanya, i també una versió àrab, que fa recaure la responsabilitat dels esdeveniments sobre una agressió jueva.

### Persecucions

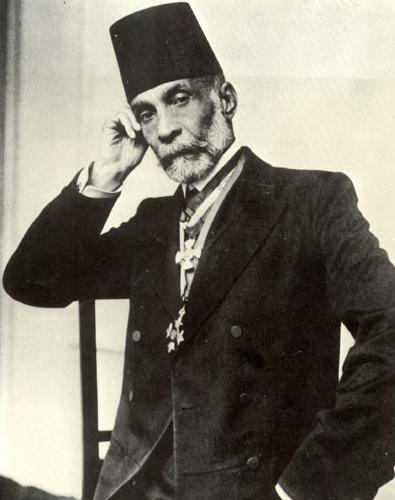
Mussa Qassem al-Husseini

Aref al-Aref i Amin al-Husayni van ser condemnats cadascun a 10 anys per a incitació a la violència. Tanmateix, van fugir a Síria (o a Transjordània) abans de poder ser arrestats. L'alcalde de Jerusalem, Mussa Qassem Al-Husseini, va ser obligat a dimitir per Ronald Storrs per haver participat en els aixecaments. Fou reemplaçat per Raghib al-Nashashibi, un membre eminent d'una família oposada als Husseinis.
Vladimir Jabotinsky fou jutjat alguns dies després de la seva detenció per possessió d'armes de foc i disturbis de l'ordre públic. Ronald Storrs fou cridat a testimoniar contra ell però declarà «no recordar-se» d'haver sentit parlar del «grup de defensa» de Jabotinsky. Finalment fou condemnat a 15 anys d'empresonament. Se l'envia amb tren a Egipte, però viatjà en primera classe i a penes arribà, fou retornat a Palestina per ser empresonat a la presó d'Acre.
Dues-centes altres persones van ser detenides a causa dels aixecaments. Un àrab culpable de violació fou condemnat a 15 anys d'empresonament. Entre els acusats, hi havia igualment 39 jueus membres del grup de Jabotinsky. 19 d'ells van ser condemnats a 3 anys de presó. La majoria dels avalotadors àrabs no reberen, per la seva part, més que penes lleus.
Les condemnes en contra dels jueus i en particular en contra de Jabotinsky suscitaren vives protestes a Palestina, als diaris britànics i al Parlament.
El general Congreve, comandant de les forces britàniques a Palestina i a Egipte se'n queixà igualment i reduí la pena de Jabotinsky a 1 any i la dels 19 altres jueus condemnats a 6 mesos. Malgrat això, els jueus no se satisfan d'aquesta situació. Una manifestació fou organitzada a Tel Aviv. Diversos centenars de creients, entre els quals Abraham Isaac Kook, futur gran rabí de Palestina, rompen el permís de Pésah per signar una petició on demanen el seu alliberament. Fins i tot es va ordir un pla per atacar la presó d'Acre. De tornada a Londres després de la Conferència de San Remo, Weizmann treballa per a l'alliberament de Jabotinsky. Winston Churchill, llavors comissari a les Colònies, li va prometre que seria alliberat pel nou comissari.
El 8 de juliol, alguns dies després de la seva arribada a Palestina, Herbert Samuel decretà una amnistia general per a tots els jueus i àrabs que havien estat condemnats pels incidents de Nabi Mussa.

### Comissió d'investigació i responsabilitats
El maig, les autoritats britàniques despatxen la Comissió d'enquesta Palin per estudiar els incidents. És composta de dos generals, un coronel i un jurista. Entrevisten 152 testimonis dels incidents.
Davant la Comissió, Ronald Storrs explica als seus crítics que han de comprendre les condicions difícils de la ciutat vella amb els seus carrers estrets i les seves escales on ni vehicles ni cavalls no hi poden passar i on una família sencera podria ser massacrada a 100 passos d'un cos de policia sense que els policies no s'adonin del que hagi passat. Subratlla igualment que les forces de policia de què disposava eren inexpertes, no entrenades de manera apropiada i que no eren anglesos sinó indis la majoria.
La comissió d'investigació conclou que hi ha responsabilitat del governador Storrs, que ha fallat per excés de confiança, en considerar que amb la policia n'hi hauria prou, com l'any precedent, per mantenir l'ordre durant la processó. L'informe critica severament la retirada del contingent indi efectuada el 5 d'abril, que qualifica de «groller error». Segons Tom Segev, tanmateix, «arrogància» convindria millor que «excés de confiança» perquè allò que es jutja és una «negligència criminal». Estima que Ronald Storrs hauria hagut de fixar-se en l'experiència de les autoritats otomanes que desplegaven diversos milers de soldats per mantenir l'ordre durant la processó i que s'hauria hagut d'adonar a la vista dels esdeveniments de les setmanes precedents que les advertències que havia rebut eren pertinents, en particular en resposta als incidents de Tal Hai i a la coronació de Faysal però sobretot en resposta a les passions nacionalistes àrabs cada vegada més grans. Li retreu igualment d'haver necessitat tres dies per posar fi als aixecaments.
La comissió conclou igualment que hi ha responsabilitat dels àrabs i critica les autoritats per haver atribuït de manera inicial la responsabilitat als jueus. En la seva anàlisi dels esdeveniments, Benny Morris no posa l'accent sobre la responsabilitat de Ronald Storrs però subratlla més aviat la «barbàrie àrab» i el fet que la « Comissió d'investigació destaca [que] tots els elements indiquen que aquests atacs han estat covards i pèrfids, han pres principalment com a blanc els vells, les dones i els nens, sovint per l'esquena. »
La comissió d'investigació conclou tanmateix igualment que «la Declaració Balfour és sense cap dubte el punt de partida de tots els problemes». La relació estima que Chaim Weizmann, un moderat, ha perdut el control del moviment sionista que és ara sota la influència d'elements extremistes. Descriu igualment el sionisme com un moviment nacionalista i dictatorial amb un pla clar d'expulsar els àrabs i, en conseqüència, que els temors àrabs són justificats.
La comissió conclou també, de manera implícita segons Benny Morris, que hi va haver una col·lusió entre els militars britànics i els àrabs.
De manera general, Tom Segev és molt crític enfront de l'informe, i subratlla les seves incoherències, com aquella d'associar Vladimir Jabotinsky (un «antisocialista feroç») al bolxevisme o fins i tot que la meitat d'aquest sigui una introducció històrica de Palestina des de l'Antiguitat. El jutja com un «document sense intel·ligència» i subratlla que mai no va ser publicat.

## Controvèrsies

### Aixecaments, pogrom o confrontació?

#### Diferents presentacions dels esdeveniments
Els esdeveniments són presentats de manera diferent segons les fonts.
Els historiadors hi fan generalment referència en tant que «aixecaments», però alguns parlen igualment de «pogrom». L'historiador Benny Morris matisa lleugerament i escriu que «els tres dies d'aixecaments s'assemblen de bona fe a un pogrom». L'historiador Rashid Khalidi posa al mateix nivell àrabs i sionistes que «s'enfronten el dia de la festa musulmana del profeta Moisès» i posa en dubte la implicació d'Amin al-Husayni, futura figura emblemàtica del nacionalisme palestí.

#### La polèmica per assignar un nom a la violència
En una obra consagrada a l'estudi de la violència al voltant dels llocs sants de Palestina, David Monk, un historiador de l'art, subratlla que «la història del Mandat britànic de Palestina [és] marcada per mobilitzacions periòdiques de violència de masses. » Però afegeix que es passa « una mica de pressa sobre el fet que el combat per assignar un nom a aquesta violència forma part integrant de la història d'aquesta violència. »
Subratlla així com mentre que les autoritats sionistes parlen de pogrom, les autoritats britàniques presenten «una imatge de violència que és orgànica i catastròfica» o que és resultat d'una «deflagració ». Des del seu punt de vista, d'una banda, referir-se als «aixecaments» en tant que «pogrom» significa passar d'una imatge de «resistència envers un programa sionista actiu» a una imatge de «persecució ètnica i religiosa (...) envers una població passiva» mentre que d'altra banda, referir-se als «aixecaments» en termes de «deflagració» absol les autoritats de tota responsabilitat, car no poden lluitar contra «la força de la naturalesa» o contra un «esdeveniment espontani» que seria «independent de l'imperialisme britànic».
La comissió d'investigació Palin conclou així que «sembla haver estat evident a tots que [l'aixecament va ser l'expressió] d'una tempesta recurrent que podia explotar en tot moment». David Monk revela igualment les qüestions i el testimoni següents:
| « | No li va arribar qualque cosa d'aquests informes […] que es mantenien reunions en mesquites, en diferents indrets, la setmana abans dels incidents? - Certament. Hi va haver reunions. - Però vull dir reunions en el transcurs de les quals es van expressar discursos incendiaris. - Certament. Allò formava part de la construcció de la deflagració que s'havia de produir llevat que el clima canviés. | » |

#### Un pogrom?
A més a més de la massacre de jueus, un pogrom es caracteritza per la col·laboració de les autoritats. En la seva descripció dels esdeveniments, Benny Morris posa en relleu que passant davant la casa de Ronald Storrs, la trepitja «creient endevinar l'estat d'esperit que [hi] regna» s'exclama: « Al-Dawla ma'ana » (« el govern és amb nosaltres»). Subratlla igualment la destrucció de diverses sinagogues en el moment dels aixecaments. Tom Segev refereix el testimoni de dos jueus que recorren la ciutat vella en el moment dels aixecaments i que en un moment es troben en un «núvol de plomes» quan els avalotadors esquincen els coixins i els edredons de les seves víctimes, un «signe ben conegut» que un pogrom és en curs. Refereix igualment el testimoni d'un rabí del qual s'esquincen els rotlles de la Torà. En resposta a les detencions i a les penes de presó infligides a jueus, aquests últims consideren que «la manera [equivalent] amb la qual els britànics [tracten] els avalotadors i els defensors no difereix en res de l'actitud dels russos durant els pogroms».
En aquell temps, les autoritats sionistes assimilen els esdeveniments a un pogrom. Tom Segev comenta l'incident que es produeix quan Ronald Storrs va a casa de Menahem Ussishkin, el president de la comissió sionista, per presentar-li els seus penediments en resposta a la «tragèdia». Aquest últim li contesta que no es tracta d'una «tragèdia» però sí d'un «pogrom», la qual cosa Ronald Storrs, governador de Jerusalem, es nega a acceptar, ja que «ell sap (...) que un pogrom [és] un atac contra els jueus sota els auspicis de les autoritats». Però Ussishkin insisteix. Explica a Storrs que és ell l'«expert en pogrom» i que des del seu punt de vista no hi ha cap diferència entre els aixecaments de Jerusalem i el pogrom de Kixiniov. Afegeix que no és la «mort d'alguns jueus» el que el colpeix, sinó «la traïció» i que «la història es recordarà que el pogrom es va produir durant el servei de Ronald Storrs». Quan Storrs li proposa dimitir, li respon que és massa tard i que un «home decent hauria dimitit quan els aixecaments van esclatar». En una carta que escriu alguns dies més tard a la seva dona, Chaim Weizmann explica que si «potser no és veritat que els anglesos han organitzat el pogrom, hi han jugat indubtablement un paper passiu i tot i que hi ha alguna excepció [alguns com ara Richard Meinertzhagen], tots ells són llops i xacals».
Richard Meinertzhagen, en aquell temps oficial d'informacions del general Allenby, i que denunciarà una complicitat britànica en la instigació dels esdeveniments, escriu el 1959 que a «la Pasqua de 1920, es van desenvolupar aixecaments antijueus a Jerusalem. Les cerimònies religioses van prendre un aspecte polític. Vaig rebre diverses advertències que els aixecaments es podrien produir i vaig prevenir els generals Bols i Waters-Taylor. Tenia igualment proves evidents que Amin al-Husayni (que va esdevenir més tard muftí de Jerusalem) excitava els elements àrabs a Jerusalem... Considero que aquests esdeveniments van ser una rèplica exacta en miniatura d'un pogrom ».

#### Paper d'Hadj Amin al-Husseini
Tom Segev i Benny Morris no precisen el paper d'Amin al-Husayni en el moment dels aixecaments. Eliyyahu Elat indica que va ser reconegut culpable per un tribunal militar secret de violació dels paràgrafs 32, 57 i 63 del codi otomà, que tracten tots ells de la incitació a l'aixecament però que la rendició de comptes, que va ser feta en la seva absència, mai no van ser publicada. Ronald Storrs va escriure el 1937, que «el primer factor de trastorn dels excessos àrabs havia estat Hadj Amin al-Husseini i que, com la majoria dels agitadors que havia incitat l'home del carrer a la violència, va fugir».

### Col·lusió britànica
Els historiadors estimen que els aixecaments van ser orquestrats amb l'objectiu d'influenciar a favor de Faisal I i de les aspiracions àrabs la Conferència de San Remo, que s'havia de celebrar 15 dies més tard. En aquest context, existeix una controvèrsia que gira al voltant del paper jugat per diversos oficials britànics que haurien afavorit, o fins i tot instigat els disturbis. Aquestes acusacions són reflectides per la majoria dels historiadors, i es basen en el testimoni del coronel Richard Meinertzhagen, oficial en cap del servei d'informació al Caire.
En aquell temps, diversos oficials britànics eren partidaris de la causa àrab i estaven contra la política de Whitehall. Benny Morris assenyala així que el 20 de gener de 1920, el coronel Bertie Waters-Taylor, cap d'estat major del general Allenby, anima Faysal a reivindicar una «Síria sencera» i que el març, el general Bols envia un telegrama on aconsella a Londres de reconèixer la sobirania del «rei».
Segons Meinertzaghen, el dimecres que precedeix les festivitats, Waters-Taylor es posa en contacte amb Amin al-Husseini i li hauria dit que té «una gran oportunitat (...) de mostrar al món que els àrabs de Palestina no toleraran el domini jueu a Palestina; que el sionisme [és] impopular no només al si de l'administració (...) sinó [igualment] a Whitehall; i [que] si es produïssin disturbis d'una violència suficient a Jerusalem en el moment de la Pasqua, tant el general Bols com el general Allenby defensaran l'abandó del [projecte] de la llar jueu ».
En resposta als disturbis, la comissió sionista sospita igualment de la complicitat dels britànics i posa de relleu elements que indiquen que els avalots han estat fomentats. Afirma per exemple que els comerciants cristians haurien marcat el seu establiment amb antelació amb creus perquè se'ls distingís de les botigues regentades per jueus. Ronald Storrs és igualment qüestionat i hauria bufat sobre les brases per avivar les tensions entre jueus i àrabs segons el mètode britànic del «dividir per regnar millor».
Quan el 14 d'abril, Meinertzaghen passa les seves informacions al Foreign Office i acusa Allenby de no respectar la política oficial britànica a Palestina, l'escàndol esclata. Allenby amenaça llavors de dimitir i Meinertzaghen se n'ha d'anar del país. Però en resposta al «xoc» provocat per aquestes revelacions, Londres decideix reemplaçar l'administració militar per una administració civil i el coronel Waters-Taylor i el general Bols és rellevat de les seves funcions a Palestina.
Tom Segev no sembla pas convençut per la sinceritat de Meinertzaghen. Indica que aquest últim té bones raons per traslladar la responsabilitat dels aixecaments als seus col·legues, ja que alguns dies abans dels fets, escriu al Foreign Office que no preveu cap disturbi immediat a Palestina. Segev considera igualment que la relació dels esdeveniments que fa al seu diari publicat el 1959 sona com «llunàtica» i que no constitueix en conseqüència més que una «font incrèdula per a una acusació tan seriosa». Tanmateix, Tom Segev conclou que aquestes acusacions representen en aquell temps un sentiment general. Benny Morris no qüestiona aquesta versió i Samuel Katz i en fa el punt central de la seva visió històrica dels fets.

## Conseqüències
Els aixecaments de Nebi Musa van tenir nombroses conseqüències, directes i indirectes, sobre el futur de Palestina, les relacions entre jueus i àrabs i sobre diversos protagonistes de l'època.

### Conferència de San Remo

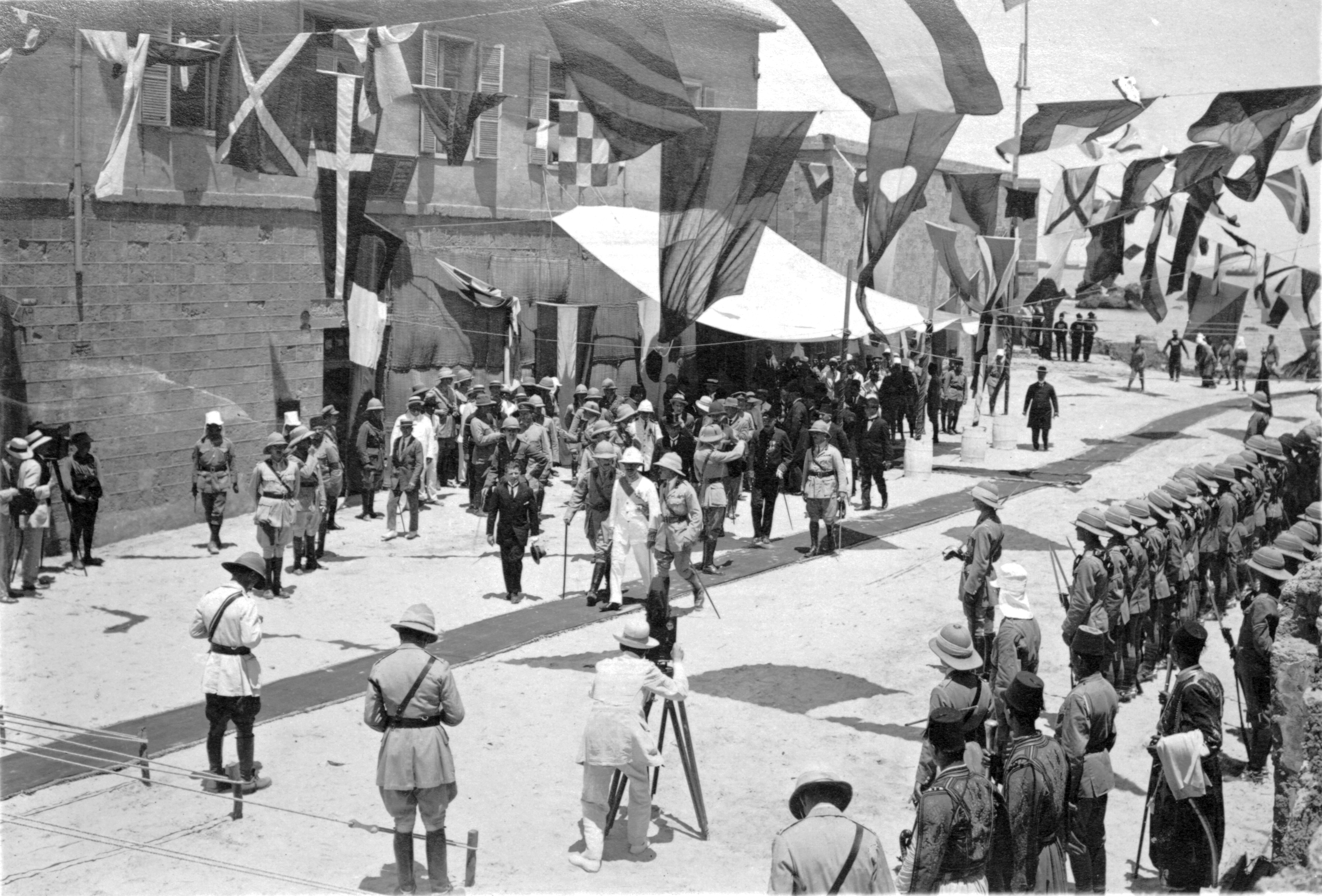
Arribada a Jaffa d'Herbert Samuel, primer alt-comissari britànic del mandat de Palestina.
(Juliol de 1920).

Segons Howard Sachar, els instigadors dels aixecaments tenen l'«objectiu [polític] clar» d'influenciar els Aliats en el transcurs de la Conferència de San Remo que s'havia de celebrar 15 dies més tard, quan diversos membres de la Societat de Nacions determinarien el futur dels antics territoris de l'Imperi Otomà, del qual en formaven part Síria i Palestina, reivindicats per Faisal.
No obstant això, els disturbis no van tenir cap influència positiva per als àrabs en el moment de la conferència. Síria (sobretot) és concedida a França, que foragitarà Faisal el juliol. Declaren que «les principals potències aliades» [confirmen la declaració Balfour i es mostren] «favorables a l'establiment a Palestina d'una llar nacional per al poble jueu». En el moment de la conferència, Herbert Samuel, un jueu sionista, és igualment escollit per esdevenir futur primer alt comissari del Mandat sobre Palestina.

### Fi de l'administració militar
Diversos historiadors veuen els aixecaments com una causa parcial de la decisió britànica de passar d'una administració militar a una administració civil a Palestina. Tom Segev ho explica per «el xoc provocat pels aixecaments» i el fet que Chaim Weizmann n'és un testimoni directe. Segons Howard Sachar, és més aviat «l'acusació [contra l'administració militar a Palestina] [que és] tan xocant que [aquesta última] [és] compromesa de manera seriosa davant l'opinió pública britànica. En conseqüència, el 29 d'abril (...), Londres anuncia el desmantellament imminent del règim militar a Terra Santa a favor d'una administració civil provisional».

### Naixement del nacionalisme palestí
Abans de 1920, el nacionalisme àrab a Palestina defensa la idea d'una «Gran Síria», que inclou Palestina. És durant els primers mesos de 1920 quan un moviment nacionalista palestí diferent, militant a favor d'una Palestina independent comença a néixer. El juliol, aquest «canvi ideològic» és acomplert.
Els aixecaments de Nebi Musa no constitueixen pas l'únic element que participa en aquesta evolució. Benny Morris cita igualment els «rumors d'una revolta britànica que no va prendre cos», la fugida d'Amin al-Husayni» (militant panàrab en aquell temps), «l'aprovació del mandat britànic a San Remo», «la posada en marxa d'una administració civil, provocada en part pels aixecaments» i «l'expulsió pels francesos del govern Faysal a Damasc». Tanmateix, Rashid Khalidi estima que els aixecaments de Nebi Musa, si bé constitueixen una demostració del nacionalisme àrab palestí, en són igualment un catalitzador, sobretot per a Aref al-Aref i Amin al-Husayni que tendeix, en resposta als esdeveniments, a veure Palestina com una entitat separada i a parlar de Jerusalem, i ja no de Damasc, com a capital.
L'agost, Mussa Qassem Al-Husseini declara a col·legues nacionalistes: «Ara, després dels recents esdeveniments de Damasc, cal revisar fonamentalment els nostres plans per a aquesta terra. La Síria del Sud ja no existeix. Ens cal defensar Palestina».

### Relacions entre jueus i àrabs
El Yixuv percep els esdeveniments com un conflicte entre dues nacions. Diversos articles són publicats a Haaretz en aquest sentit després dels aixecaments. Joseph Klaunser hi escriu: «Si els àrabs imaginen que ens poden provocar a fer la guerra i que perquè som poc nombrosos, guanyaran fàcilment, cometen un greu error. El nostre camp englobarà els 13 milions de jueus de tots els països del món. I cadascun sap quants caps d'Estat, quants responsables polítics, quantes persones de gran saviesa, de gran riquesa i de gran influència tenim a Europa i als Estats Units».
Walter Laqueur estima que els aixecaments de Nebi Musa i els següents de 1921 provocaran un canvi en la manera com els sionistes consideren les relacions i la col·laboració amb els àrabs: un enduriment de les actituds en certs cercles i una posada en qüestió en d'altres. Il·lustra el comportament de David Eder, un col·laborador proper de Chaim Weizmann, que juga en aquell temps el paper de «representant diplomàtic de l'organització sionista» que, abans dels esdeveniments, considera una «estreta col·laboració [amb els àrabs] en vista de la integració d'una llar nacional jueva en els Estats federats de l'Orient Pròxim». Segons David Eder, «els jueus no s'han de separar dels àrabs; Tel Aviv no s'ha de fer un símbol exclusivament jueu; els jueus han de tractar amb el món àrab en el seu conjunt [i] mostrar el mateix respecte a les aspiracions nacionalistes àrabs que la que demanen envers les seves». Després dels aixecaments, la seva opinió va canviar i davant la comissió d'investigació, declara que «només hi pot haver una llar nacional a Palestina, sense una col·laboració d'igual a igual, sinó només amb un predomini jueu fins que el seu nombre haurà crescut suficientment».
La resposta a donar genera igualment debat al si dels representants sionistes. Així, després dels aixecaments de 1921, Chaim Arlosoroff escriu que els sionistes no s'han adonat de la importància del moviment nacionalista àrab i que hi ha un gran perill si es continua amb la «política de l'estruç». En reacció als que empenyen a l'establiment d'una força armada, un altre col·laborador proper de Chaim Weizmann declara que «a curt termini es tracta de la solució més fàcil però que la [violència] no pot portar el sionisme més que a un atzucac» en el transcurs del Congrés sionista següent, demanarà sense embuts: «El moviment sionista vol la guerra amb els àrabs o no?».
Neil Caplan subratlla igualment el ressentiment dels jueus envers els àrabs. Parla de la «repulsió moral […] envers les mans que han fet fluir sang jueva». Assenyala incidents i tensions, com el rebuig de Menahem Ussishkin de donar la mà del muftí de Jerusalem Kamil al-Husseini (germanastre d'Amin al-Husayni) en el moment d'una trobada a casa del governador o la dificultat d'empleats jueus i àrabs de mirar-se a la cara després dels aixecaments.

### Marginació de Vladimir Jabotinsky

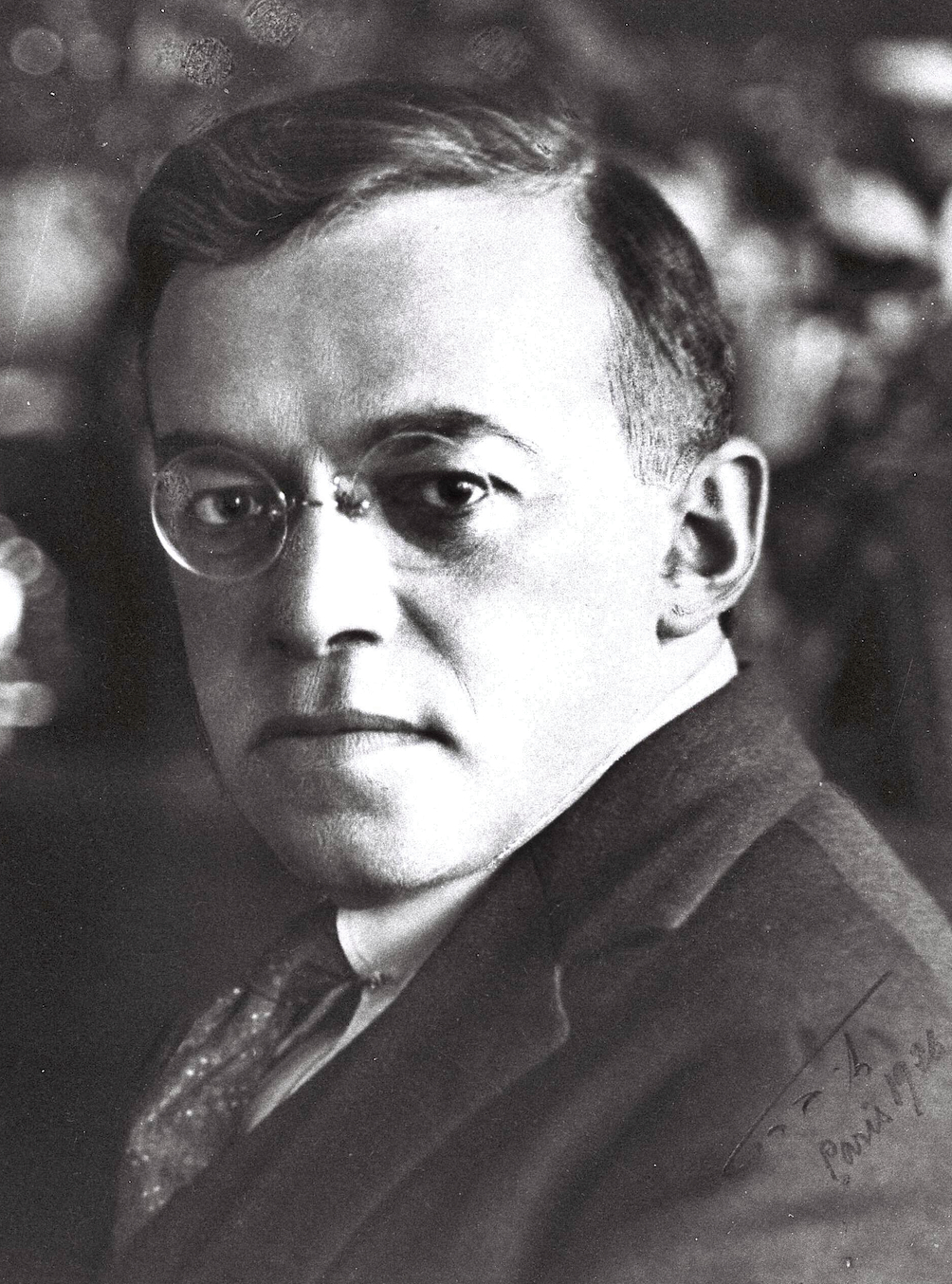
Vladimir Jabotinsky

Vladimir Jabotinsky esdevé un símbol d'injustícia al si de la comunitat sionista i és l'objecte de nombrosos suports. A més a més de les manifestacions i de les peticions que en reclamen l'alliberament. L'Ahdut ha-Avodà, tanmateix un partit de l'esquerra marxista, crida tots els partits a posar-lo al capdavant de la llista per a les eleccions del consell representatiu del Yixuv. Chaim Weizmann acaba igualment obtenint el seu alliberament a Winston Churchill. Aquest és prevista per a l'arribada de Herbert Samuel.
Però Vladimir Jabotinsky no està satisfet dels esforços empresos per a l'obtenció del seu alliberament. Exigeix que sigui «immediat» i «brillant» i que s'imposin sancions contra els fautors de trastorns àrabs i contra els oficials britànics responsables. Crida la comissió sionista a solidaritzar-se amb ell i a dimitir si les seves condicions no són acomplertes. Quan aquesta refusa, per por que els britànics se la prenguessin seriosament, escriu una carta oberta al Yixuv on declara:
«No hi ha res de més afligint i de més humiliant més que de ser tancat a presó per haver servit una gent que us ha oblidat. (...) Certament llegiu tots els articles que ens han estat consagrats. Certament compreu les nostres fotos i ens adreceu de tant en tant un telegrama. Però sabeu pertinentment que tot això és d'una total futilitat. En realitat, heu renunciat a la lluita».
Li dona suport Eliyyahu Golomb, un antic membre de la Legió jueva però la seva actitud acaba cansant en els mitjans dirigents. Un dels seus col·laboradors propers, amb qui va organitzar el «grup de defensa» de Jerusalem, li escriu:
«No es té el dret en una hora crítica de manifestar un menyspreu envers els nostres dirigents i les nostres institucions, fins i tot si els nostres dirigents i les nostres institucions no estan a l'alçada. […] no es té el dret de desmoralitzar les masses, propagar l'anarquia, sembrar la desesperació - i pitjor encara, sembrar la il·lusió.
Chaim Weizmann i David Eder dubten fins i tot de la seva salut mental. Quan s'assabenta que s'està considerant una temptativa d'atac de la presó d'Acre, Chaïm Weizmann s'enfurisma perquè «una evasió podria realment marcar el començament de la dictadura de Jabotinsky». Escriu:
«Des de les alçades del Sinaí, arengarà els jueus a combatre la Pèrfida Albió, Herbert Samuel [i] l'Organització sionista que han venut els jueus, etc., etc. Tot aquesta demagògia, pesada, aventurera i pseudo-heroica és repugnant i sense valor. Darrere d'ella, no hi ha cap dubte que s'amaguen mesquines ambicions primàries».
En resposta a aquests incidents, i atès que era el principal instigador de la seva formació, a Vladimir Jabotinsky i als seus homes no se'ls confiarà cap paper al si de l'exèrcit del Yixuv, la futura Haganà.
Fins i tot alliberat, Vladimir Jabotinsky reclama no obstant això la cassació del seu judici i ho acabarà obtenint el març de 1921 «al final d'una llarga batalla jurídica portada en solitari» i els càrrecs imputats contra ell, a excepció de la tinença il·lícita d'armes, seran anul·lats.

### Naixement de la Haganà
El nucli fundador de la Haganà és el grup fundat a Jerusalem i dirigit per Vladimir Jabotinsky a Jerusalem el febrer, i qui pren la defensa dels jueus en el moment dels aixecaments de Nabi Mussa. Diversos historiadors utilitzen d'altra banda el qualificatiu de «Haganà» quan parlen d'aquest grup. Els temors de veure reproduir-se el mateix tipus d'incidents empenyen els líders sionistes a desenvolupar i organitzar aquest embrió en una estructura de defensa comuna per al Yixuv.
Se celebra una primera reunió el juny, mentre Jabotinsky és a presó, i discuteixen sobre la jurisdicció sota la qual s'hauria de situar. Segons els representants del Hashomer, ha de ser independent i lliure de tota supervisió mentre que un grup encapçalat per Eliyyahu Golomb defensa el principi que ha d'estar absolutament sota supervisió civil.
Vladimir Jabotinsky no hi està d'acord i en la seva sortida de presó, reprèn la idea que ja va defensar per a la Legió jueva segons la qual l'estructura militar del Yixuv ha de ser col·locada sota jurisdicció britànica i fer part integrant del sistema del mandat. Des del seu punt de vista, en efecte, una organització militar no pot ser entrenada i equipada correctament si és il·legal i clandestina.
El desembre de 1920, els líders sionistes decideixen fundar la Histadrut Haganà («organització de defensa») que serà col·locada sota la supervisió de la Histadrut, el sindicat de l'esquerra sionista. L'organització paramilitar clandestina jueva al mandat de Palestina és llavors oficialment fundada.

### Obres principals utilitzades en la redacció de l'article
- Tom Segev, One Palestine, Complete, First Holt Paperbacks Editions, 2001, ISBN 978-0-8050-6587-9.

En particular, la Part I, capítol 6 : «Nebi Musa, 1920», pp.127-144, parcialment consultable sobre googlebooks.
- Benny Morris, Histoire revisitée du conflit arabo-sioniste, Editions Complexe, 2003, ISBN 2-87027-938-8

En particular, la secció «L'acord de postguerra i els primers disturbis palestins (1918-1921)», pp.104-124, consultable sobre 22festivit% C3% A9s+de+Nabi+moussa+et+d% 27Esther% 22&sig=_WhkIeMd9P3TotckLs9uagNqQdw googlebooks.
- Neil Caplan, Palestine Jewry and the Arab Question, 1917-1925, Routledge, 1978, ISBN 978-0-7146-3110-3.

En particular, els capítols « Jerusalem Riots, April 1920 », « Aftermath of the riots » and « San Remo and the End of the Military Administration », pp.57-67, parcialment consultable a google.books.
- Walter Laqueur, A History of Zionism, Schocken Books, 2003, ISBN 978-0-8052-1149-8.

En particular la secció «Postwar Tensions», pp.238-244.
- Howard Sachar, A History of Israel. From the Rise of Zionism to our Time, Knopf, 3ème édition, 2007, ISBN 978-0-375-71132-9.

En particular, el capítol «The end of the military regime, the reformulació of the comissiona», pp.122-125.
- Daniel Monk, An Aesthetic Occupation: The Immediacy of Architecture and the Palestine Conflict, Duke University Press, 2001, ISBN 0-8223-2814-3.

En particular, el capítol 4 «Cataclysm and Pogrom - Any Exergue hom the Name of Violència», pp.73-83 parcialment consultable sobre google.books.
- Marius Schattner, Histoire de la Droite israélienne : de Jabotinsky à Shamir, Édition Complexe, 1999, ISBN 2-87027-384-3.

En particular, les pàgines 54-64 parcialment consultables sobre C3% A9lienne+1920&sig=tuqpDcdXjsvpYtzelomyfkWwogk#Ppa64,M1 google.books.
- Daniel Levine, The Birth of the Irgun Zvai Leumi - A Jewish Liberation Movement, Gefen Publishing house, 1991, ISBN 965-229-071-8.

En particular, el capítol 2 «The Rise of the Self-Defense Movement», pp.18-32.
- Samvel Katz, Battleground : Fact and Fantasy in Palestine, Taylor Productions, 2002, ISBN 978-0-929093-13-0..

En particular les pàgines 63 a 66 on és detallada la controvèrsia al voltant de la col·lusió britànica.

### Obres que tracten de l'assumpte
- Isaiah Friedman, Riots in Jerusalem-San Remo Conference, April 1920, Scholars Review, 1988, ISBN 0-8240-4911-X.

### Documents de l'època
- 10 killed in Jerusalem, New York Times, 9 avril 1920.